# Live Isle of Wight ’70
Live Isle of Wight ’70 – pośmiertnie wydany album koncertowy Jimiego Hendriksa, dokumentujący występ na Isle of Wight Festival 1970. Zawiera tylko część koncertu. W 2003 roku, wydano Blue Wild Angel: Live at the Isle of Wight zawierający cały występ.

## Lista utworów
Autorem wszystkich utworów (chyba że zaznaczono inaczej) jest Jimi Hendrix.
| Nr | Tytuł utworu                             | Długość |
| -- | ---------------------------------------- | ------- |
| 1. | „Intro/God Save the Queen” (Traditional) | 3:00    |
| 2. | „Message to Love”                        | 6:26    |
| 3. | „Voodoo Child (Slight Return)”           | 8:01    |
| 4. | „Lover Man”                              | 3:25    |
| 5. | „Machine Gun”                            | 12:37   |
| 6. | „Dolly Dagger”                           | 5:32    |
| 7. | „Red House”                              | 11:10   |
| 8. | „In from the Storm”                      | 4:20    |
| 9. | „Hey Baby (New Rising Sun)”              | 7:31    |
|    |                                          | 1:02:02 |

## Artyści nagrywający płytę
- Jimi Hendrix – gitara, śpiew
- Mitch Mitchell – perkusja
- Billy Cox – gitara basowa

## Źródła
- Alex Henderson: Live Isle of Wight’70. AllMusic. [dostęp 2021-02-13]. [zarchiwizowane z tego adresu (2021-02-13)]. (ang.).